# Zaibatsu

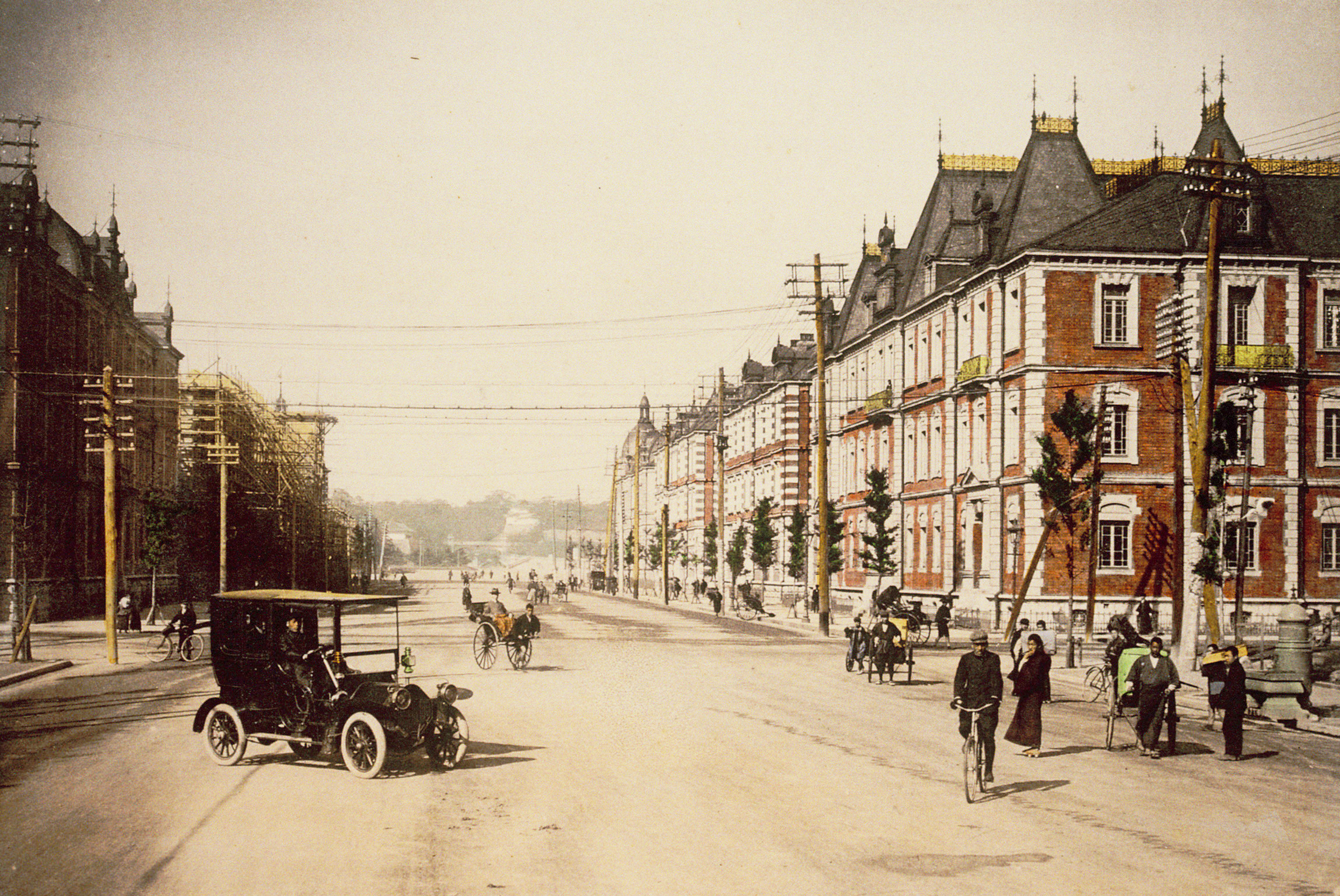
Siège de Marunouchi pour le Mitsubishi Zaibatsu, vers 1920.

Au Japon, zaibatsu (財閥) définit un grand groupe d'entreprises, présentes dans presque tous les secteurs de l'économie. Ces entreprises entretenaient des participations croisées.

## Historique
Les zaibatsus constituèrent l'épine dorsale du complexe militaro-industriel japonais lors de l'expansion de l'empire du Japon pendant l'ère Showa. Certains comme Mitsubishi et Nissan furent notamment impliqués dans la fabrication de l'armement et des appareils militaires, de même que dans les usines implantées dans les colonies comme le Mandchoukouo où elles eurent recours à des travailleurs forcés.
Lors de l'occupation du Japon, entre 1945 et 1947, les Américains voulurent les démanteler (notamment en augmentant l'impôt sur les successions), du fait de leur rôle actif dans la Seconde Guerre mondiale. Les zaibatsus ne disparurent pas, mais adoptèrent une autre structure plus décentralisée (pour contourner l'interdiction de créer des holdings) que l'on nomme maintenant keiretsu. D'autre part, tous leurs dirigeants furent exonérés de poursuites criminelles par Douglas MacArthur.
Les quatre principaux zaibatsus étaient : Mitsubishi, Mitsui, Sumitomo et Yasuda. Toyota, Itochu, Marubeni, Nichimen, Kanematsu, Nissan, Toshiba, RIKEN étaient également des zaibatsus[réf. nécessaire].

## Culture populaire
- Le roman Dette d'honneur de Tom Clancy emploie régulièrement le terme « zaibatsu » pour désigner les entreprises japonaises. Toutefois, comme le roman se déroule à l'époque contemporaine, le terme correct aurait été keiretsu.
- Dans le jeu vidéo GTA II de l'édition 1998, le clan "zaibatsu" apparaît comme une mafia qui donne des missions au joueur dans le premier parmi les trois stages du jeu.
- Dans le jeu vidéo Cyberpunk 2077, la corporation Arasaka, dont le dirigeant est le principal antagoniste du héros, est une zaibatsu fondé à la fin de la seconde guerre mondiale.